# Basilique-cathédrale Marie-Reine-du-Monde de Montréal
Cette  cathédrale et basilique ne doit pas être confondue avec une autre cathédrale de Montréal.
 D’autres édifices religieux sont nommés cathédrale Marie-Reine-du-Monde.
 (août 2023).
La basilique-cathédrale Marie-Reine-du-Monde-et-Saint-Jacques-le-Majeur est le siège de l’archidiocèse de Montréal. C’est la quatrième plus grande église du Québec après l’oratoire Saint-Joseph, la basilique Notre-Dame et la basilique Sainte-Anne-de-Beaupré. Elle est située au centre-ville de Montréal, dans l’arrondissement Ville-Marie, au 1085, rue de la Cathédrale, à l’angle du boulevard René-Lévesque.

## Histoire
Ignace Bourget, le deuxième évêque de Montréal, ordonna la construction d'une nouvelle cathédrale pour remplacer l'ancienne cathédrale Saint-Jacques de Montréal, qui avait été détruite dans le grand incendie de Montréal de 1852.
En 1857, à la faveur d'un séjour à Rome, Bourget décida de faire de sa future cathédrale une réplique réduite de la basilique Saint-Pierre. L'idée vint de son secrétaire, le chanoine Joseph-Octave Paré. Ce choix scellerait l'attachement et la vénération que Bourget portait au pape.

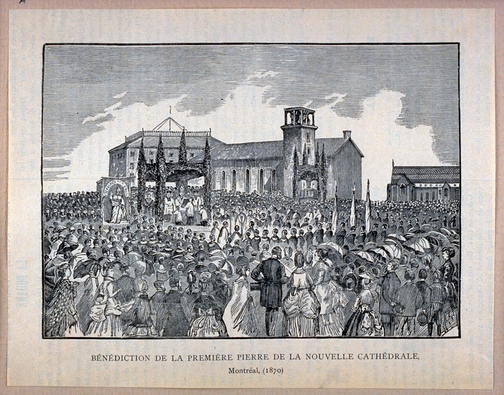
Bénédiction de la première pierre, vers 1870

La cathédrale en 1926

À Montréal, ce projet fut accueilli avec enthousiasme, ce qui créa un climat favorable à une campagne de souscription.
Elle fut construite dans l'ouest de la ville d'alors, là où se trouvaient les quartiers cossus, alors que l'ancienne cathédrale était située dans l'est.
Victor Bourgeau, l'architecte initial, estima (avec son collaborateur Alcibiade Leprohon), que la basilique Saint-Pierre était trop difficile à reproduire, même sur une échelle réduite. L'évêque, toujours déterminé à voir son projet se réaliser, envoya alors Fr. Joseph Michaud à Rome. À ce moment, le Saint-Siège était menacé par les troupes de Victor-Emmanuel II, roi d'Italie, et l'expédition du prêtre vers Rome était une mission secrète. Le but de son voyage était d'étudier discrètement la basilique Saint-Pierre et d'en tracer des plans.
La construction débuta en 1875 et la nouvelle église fut consacrée à saint Jacques le majeur en 1894 sous le nom de cathédrale Saint-Jacques, lequel devint également le patron de la paroisse desservie par l'église. À l'époque, c'était la plus grande église du Québec. Benoît XV l'a proclamée basilique mineure en 1919. À la demande du cardinal Paul-Émile Léger, par la bulle du pape Pie XII, elle fut renommée  basilique-cathédrale Marie-Reine-du-Monde-et-Saint-Jacques-le-Majeur le 12 novembre 1955. En 1954, année mariale, le pape avait officialisé ce titre dans son encyclique Ad caeli Reginam et institué la fête liturgique de Marie Reine.
Au sommet de la façade de la basilique Saint-Pierre du Vatican se trouvent des statues des douze apôtres, mais ici, le devant de l'église est embelli par les statues des saints patrons de treize paroisses montréalaises qui ont mis en commun leurs biens religieux. L'intérieur, également copié de la basilique Saint-Pierre, inclut un baldaquin à l'échelle de celui du Bernin. Ces dernières années, l'esplanade et le narthex de la cathédrale ont subi d'importantes réparations.
Devant l'église a été dévoilé, le 24 juin 1903, le monument de l'évêque Ignace Bourget, œuvre de Louis-Philippe Hébert.
Elle est accessible par la station de métro Bonaventure, au centre-ville.
En 2000, un événement de vandalisme eut lieu lorsqu'un groupe du collectif autonome féministe brûla des croix devant le bâtiment, lança des objets et placarda des affiches à l'intérieur de l'édifice. Aucune accusation ne fut portée contre les membres du groupe.
Le 14 mai 2006, le gouvernement canadien, par l'entremise de sa ministre de l'Environnement, Rona Ambrose, dévoilait une plaque confirmant ainsi à la cathédrale sa désignation de lieu historique national du Canada.

## Galerie

Vues extérieures
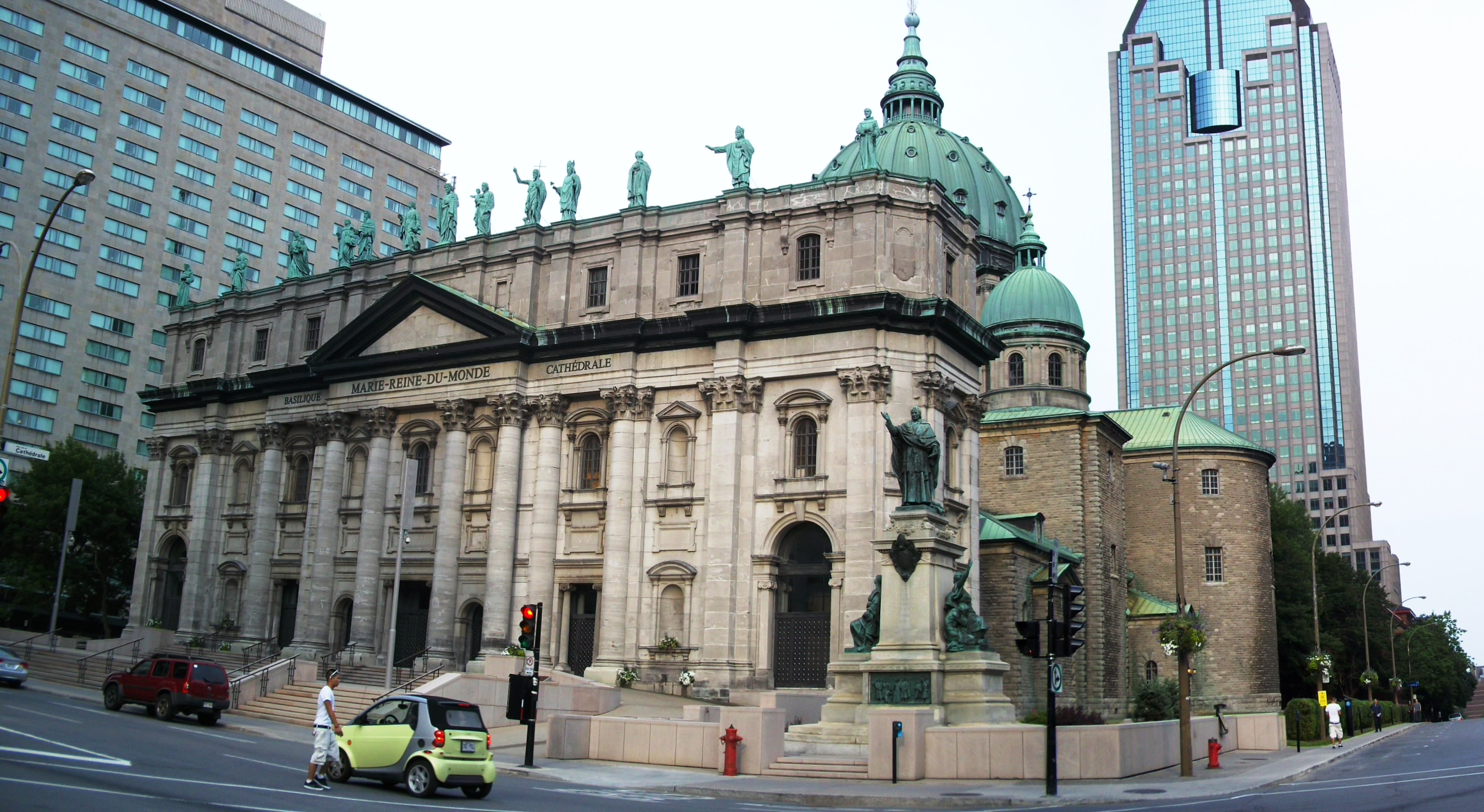
La cathédrale.
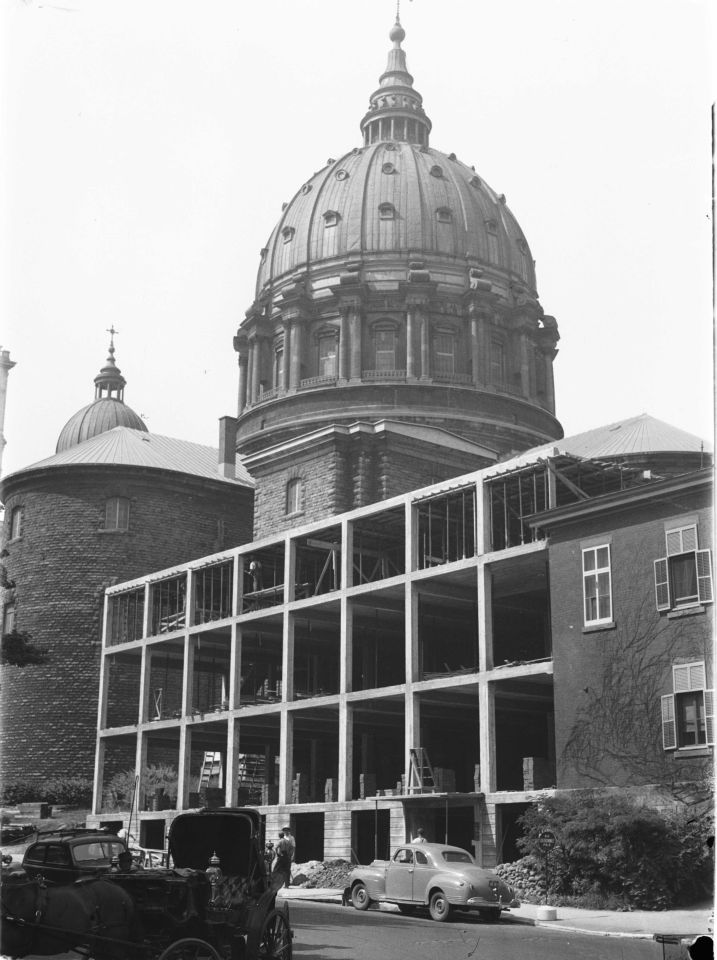
Le palais épiscopal et le dôme en 1947.
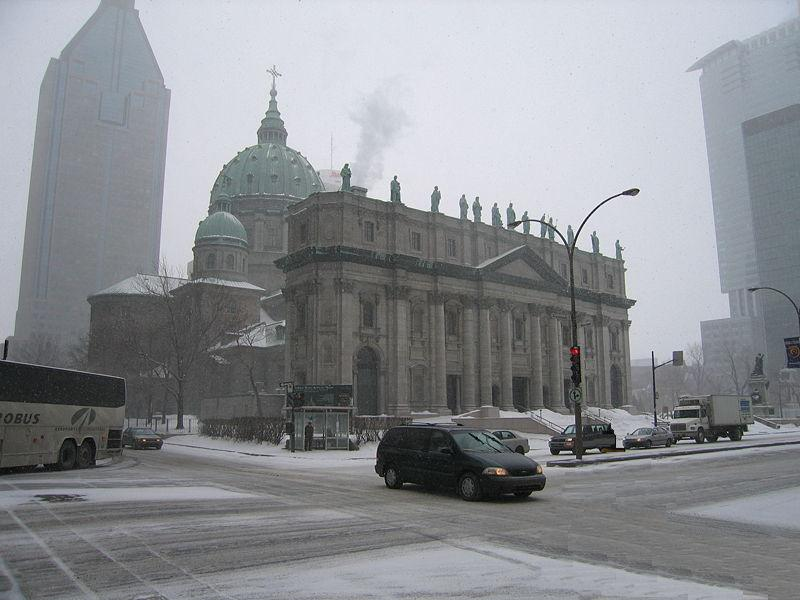
Façade vue du boul. René-Lévesque l'hiver.
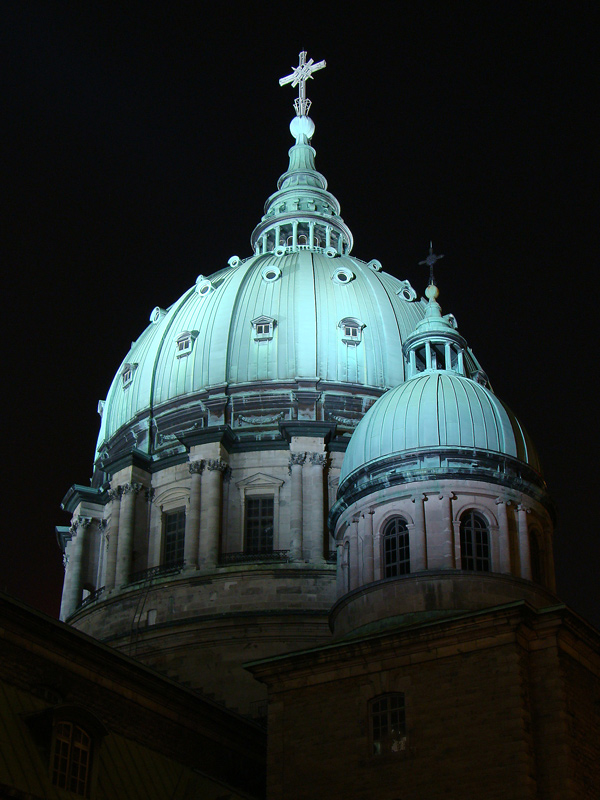
Le dôme.
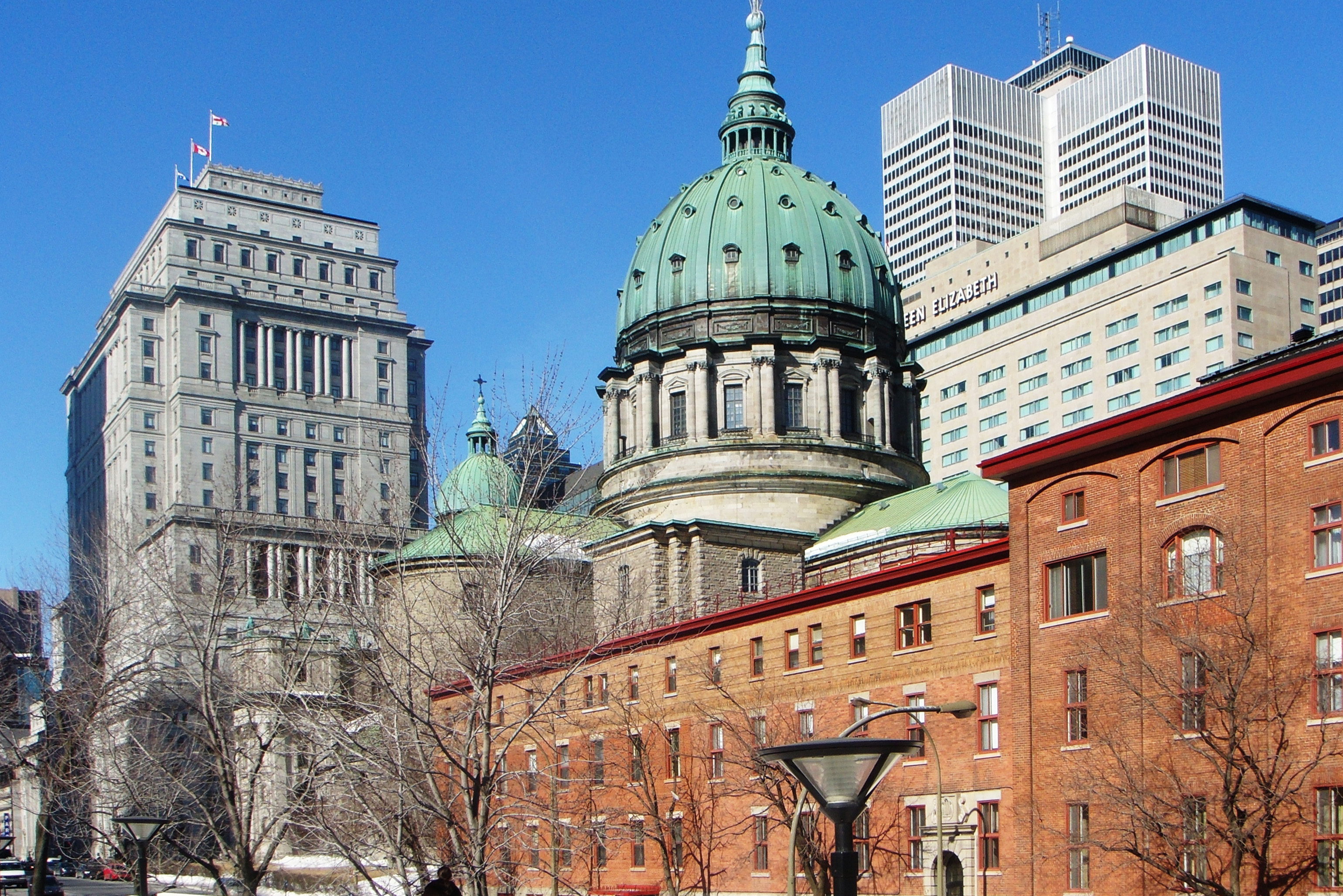
Archidiocèse de Montréal au sein de Marie-Reine-du-Monde.

Vues intérieures
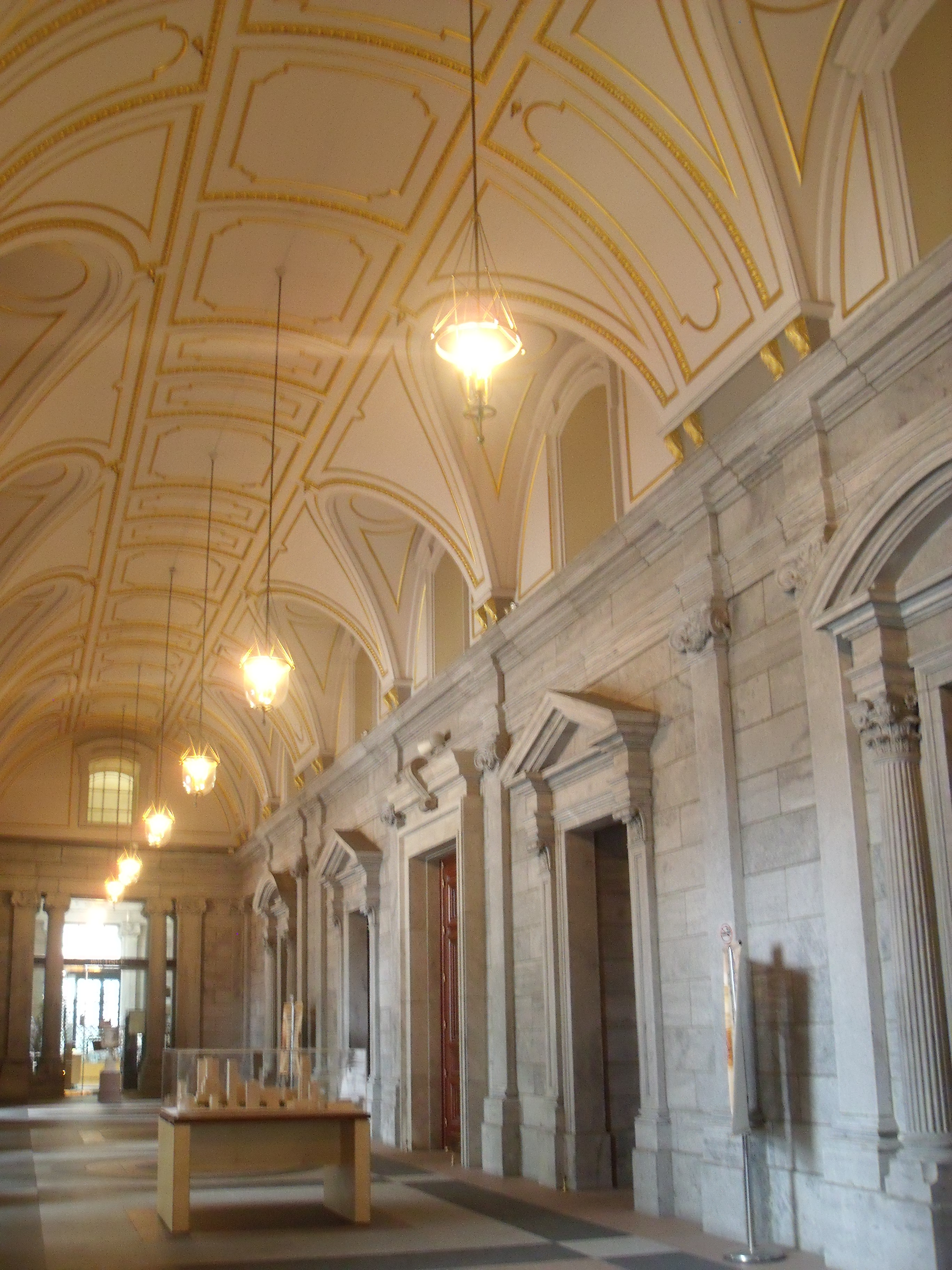
Le narthex.
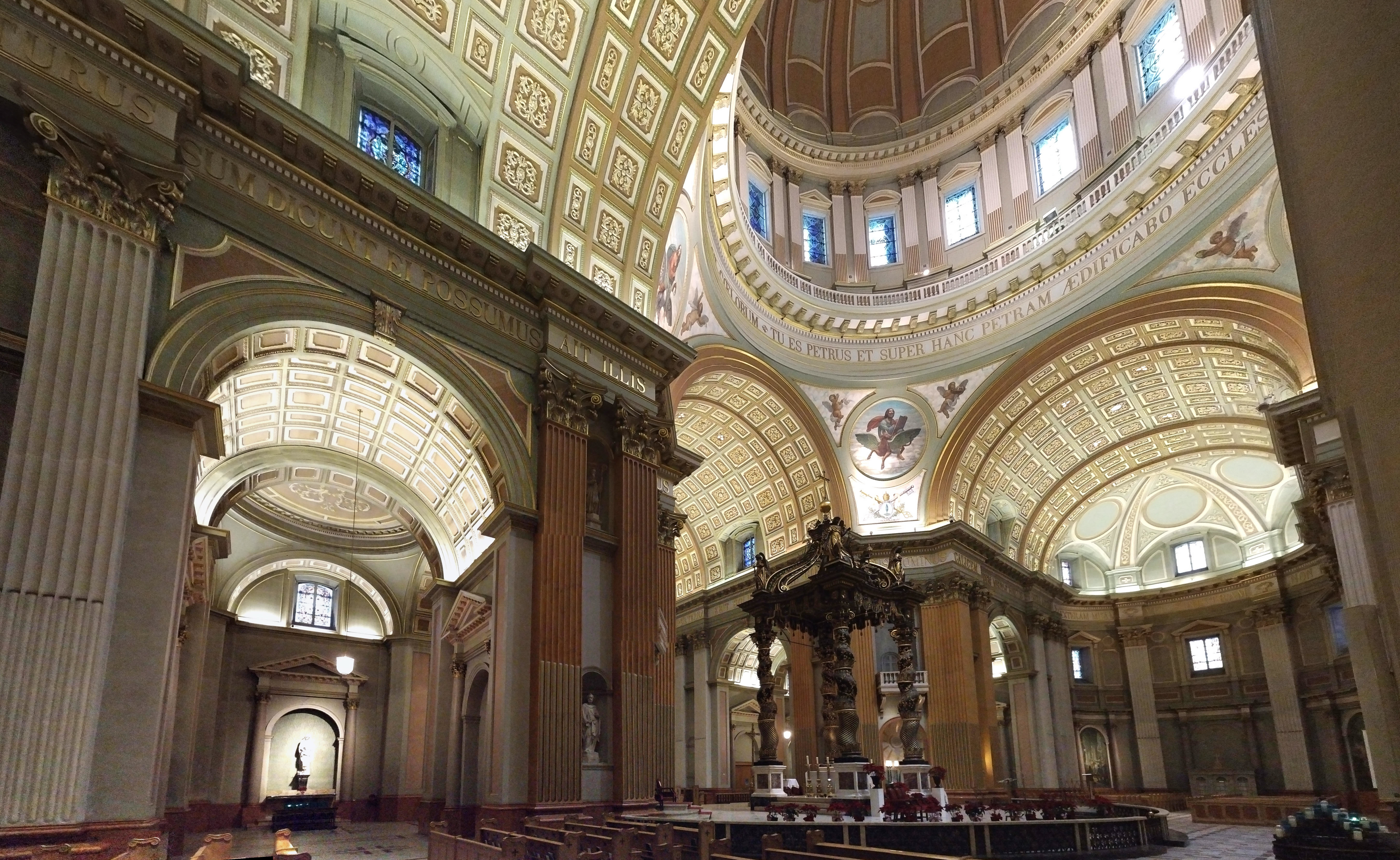
Vue générale du chœur.
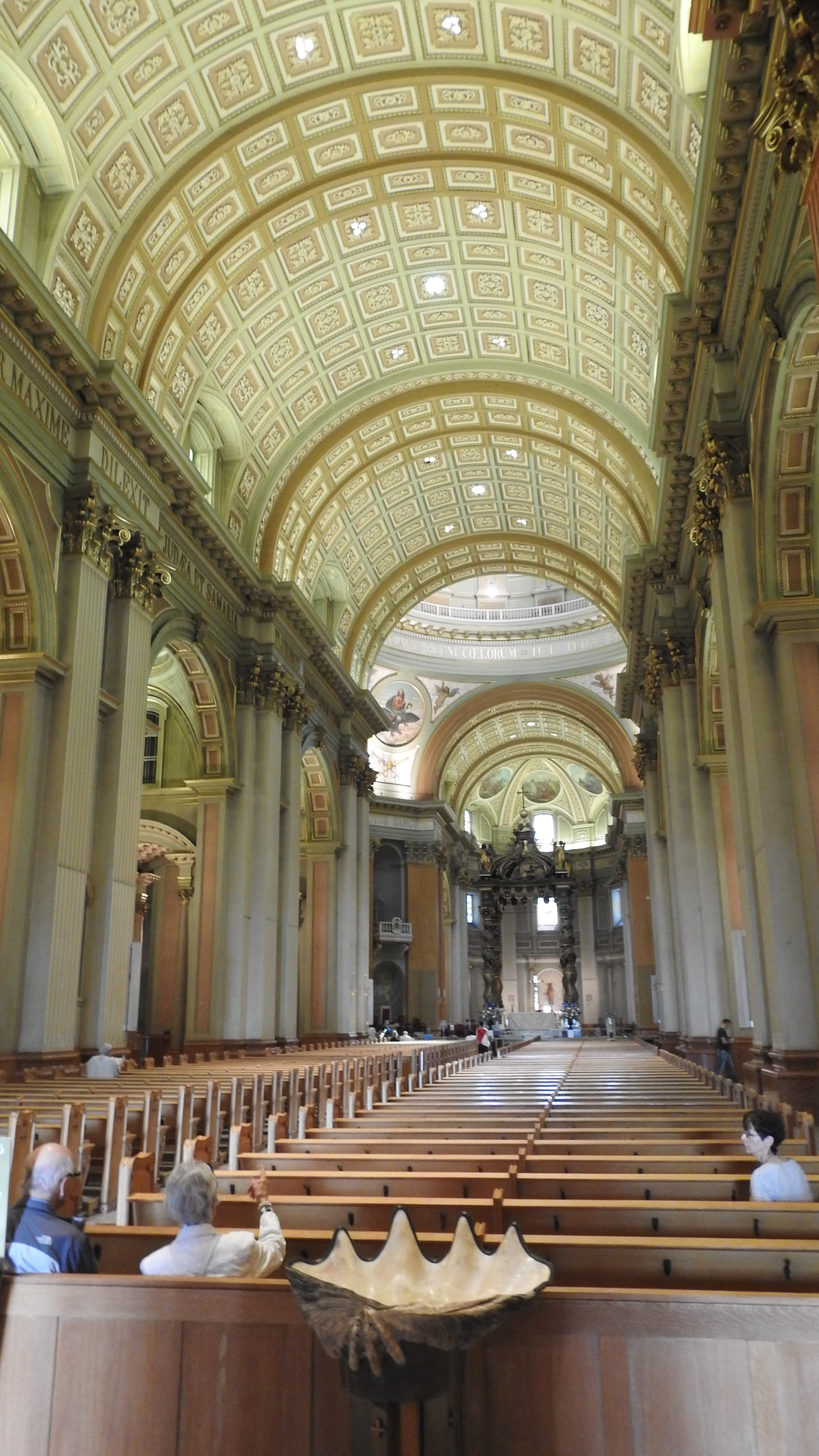
La nef.
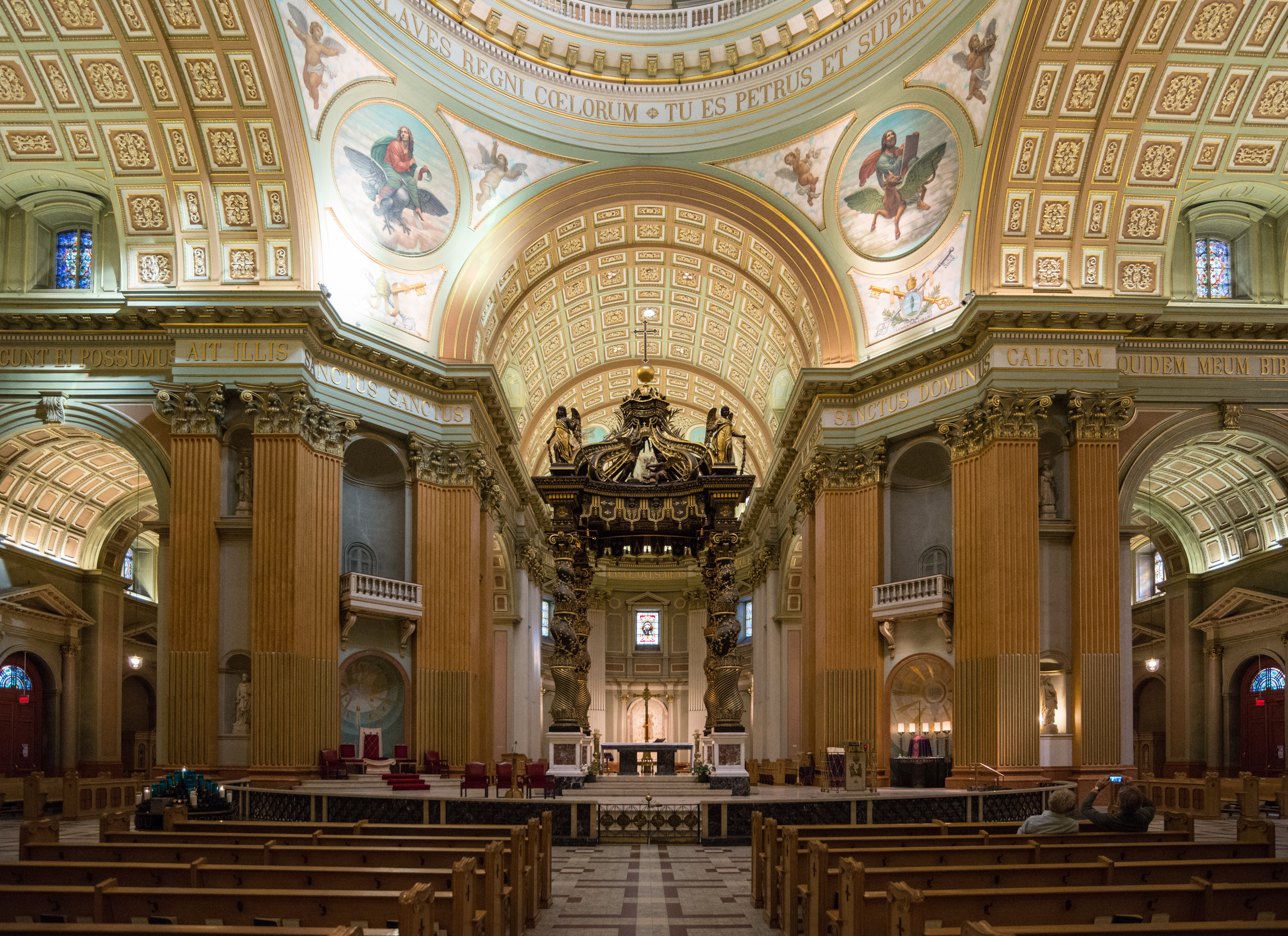
Le chœur avec le baldaquin.
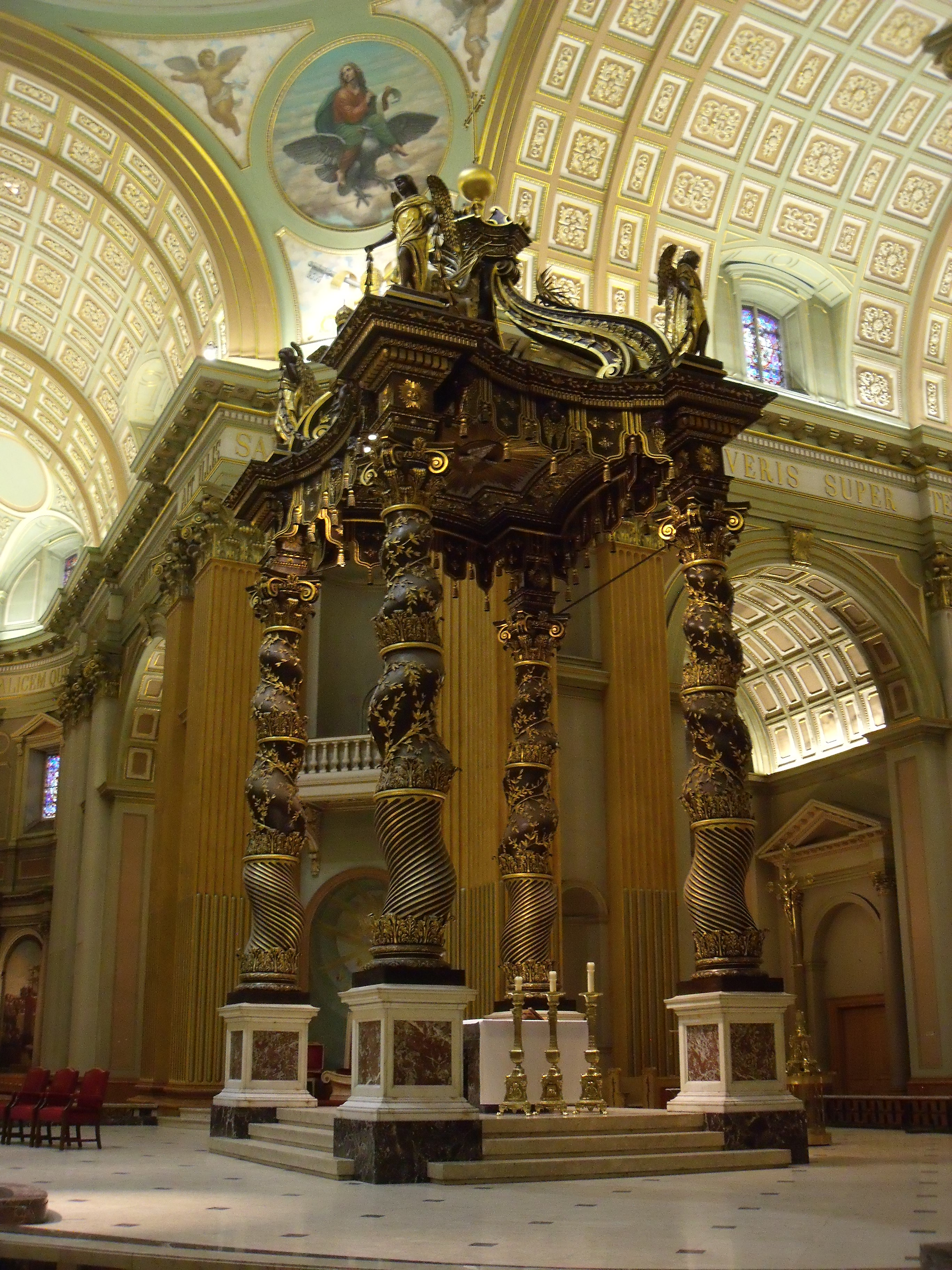
Le baldaquin.
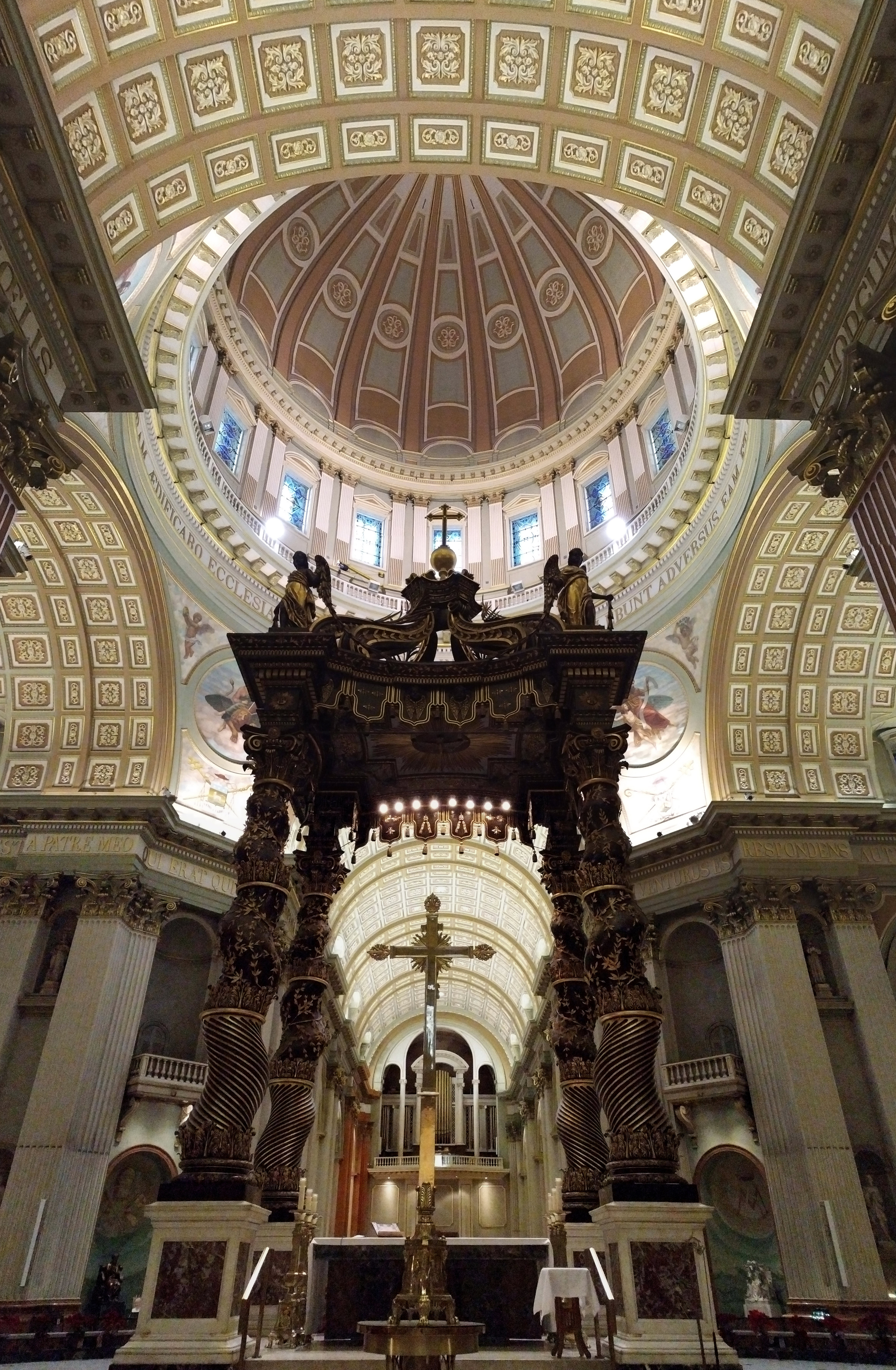
Le baldaquin avec le dôme.

Croisée du transept
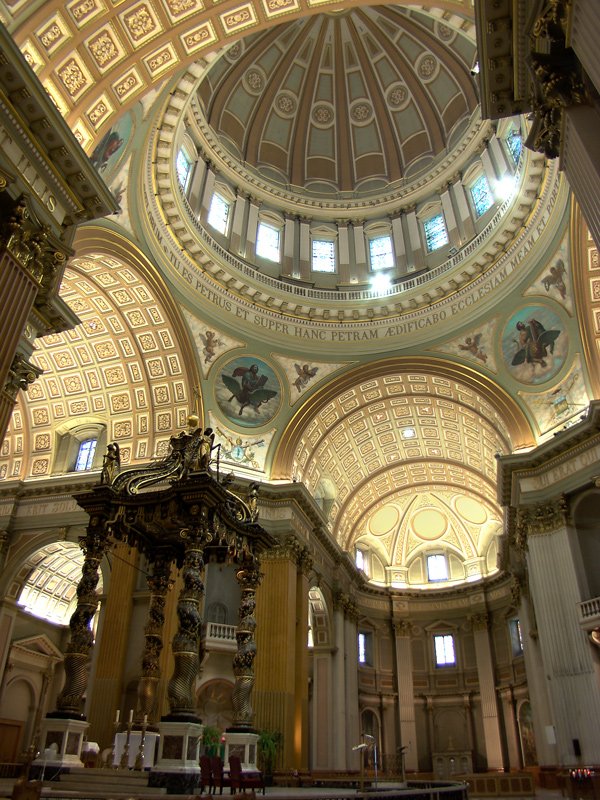
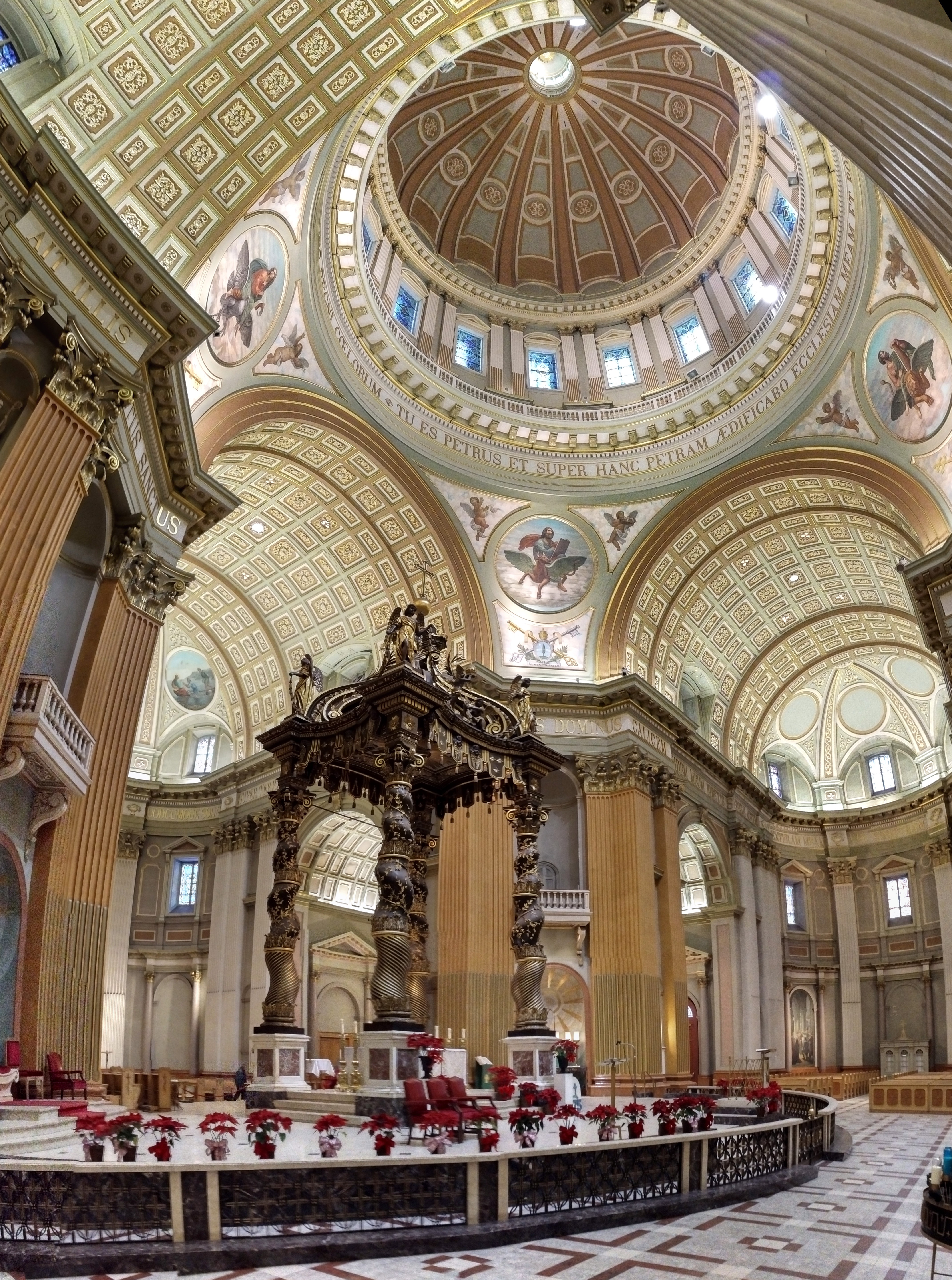
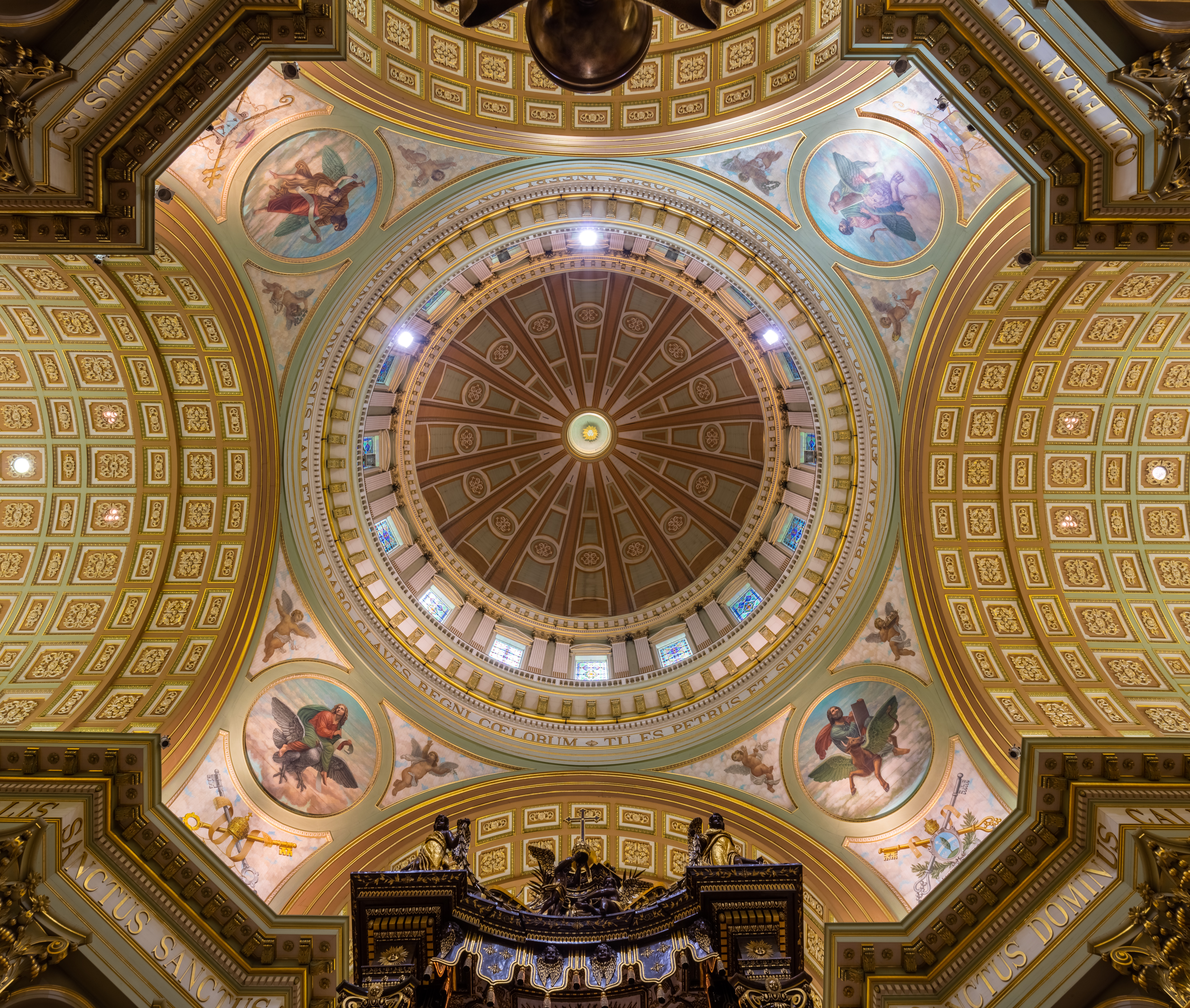

Autres
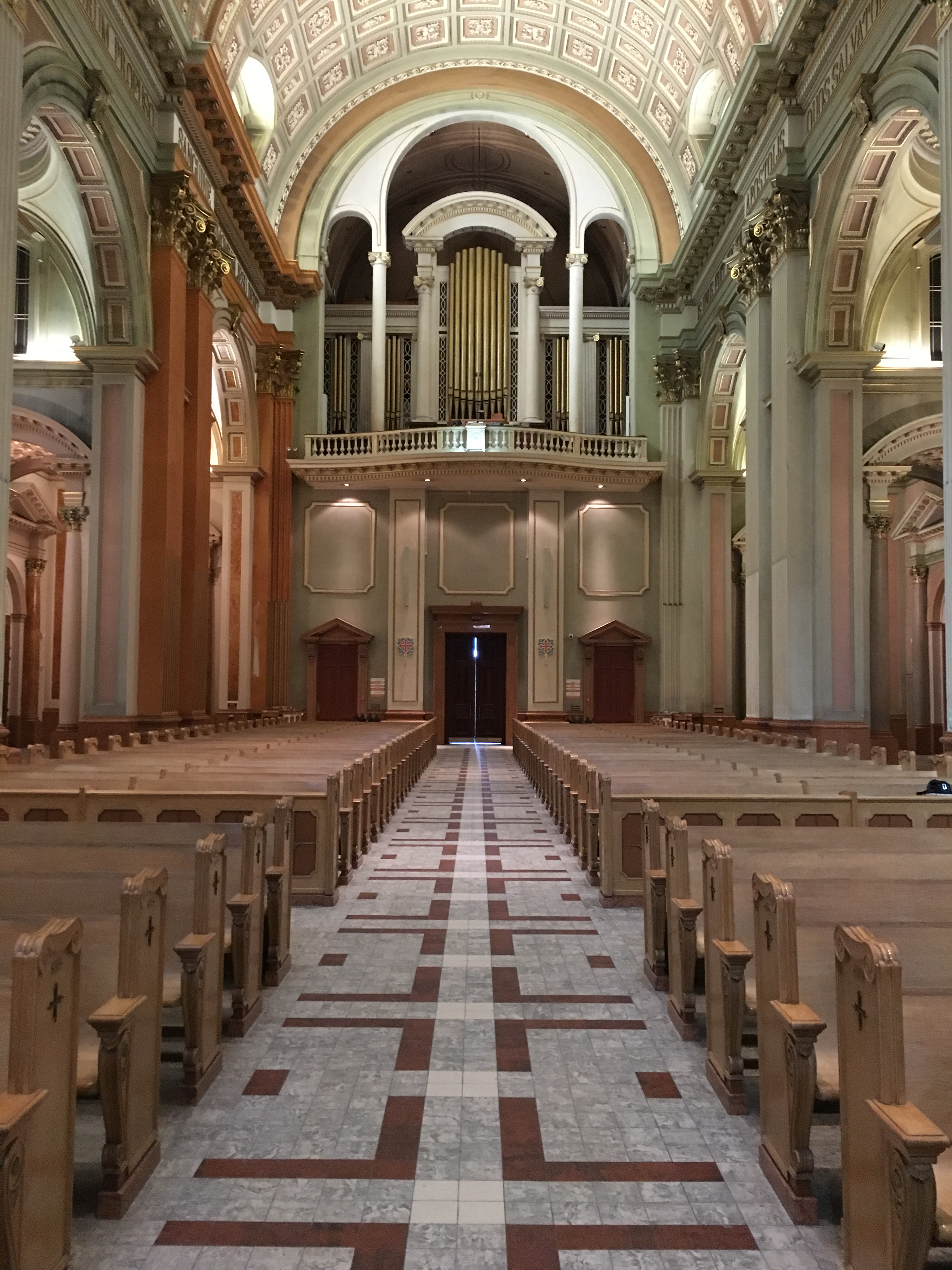
La nef et l'orgue de tribune.
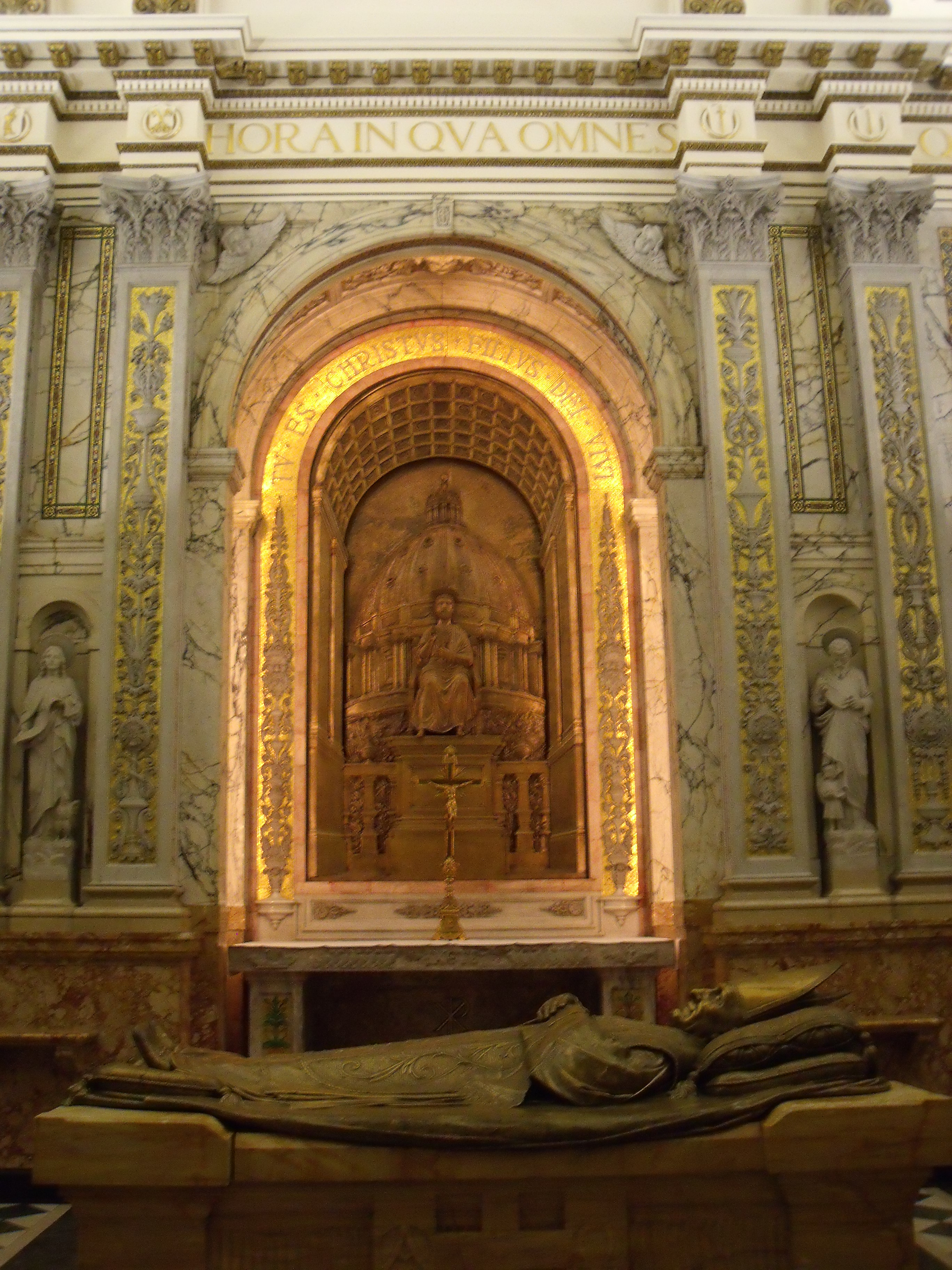
Gisant en bronze doré d'Ignace Bourget.
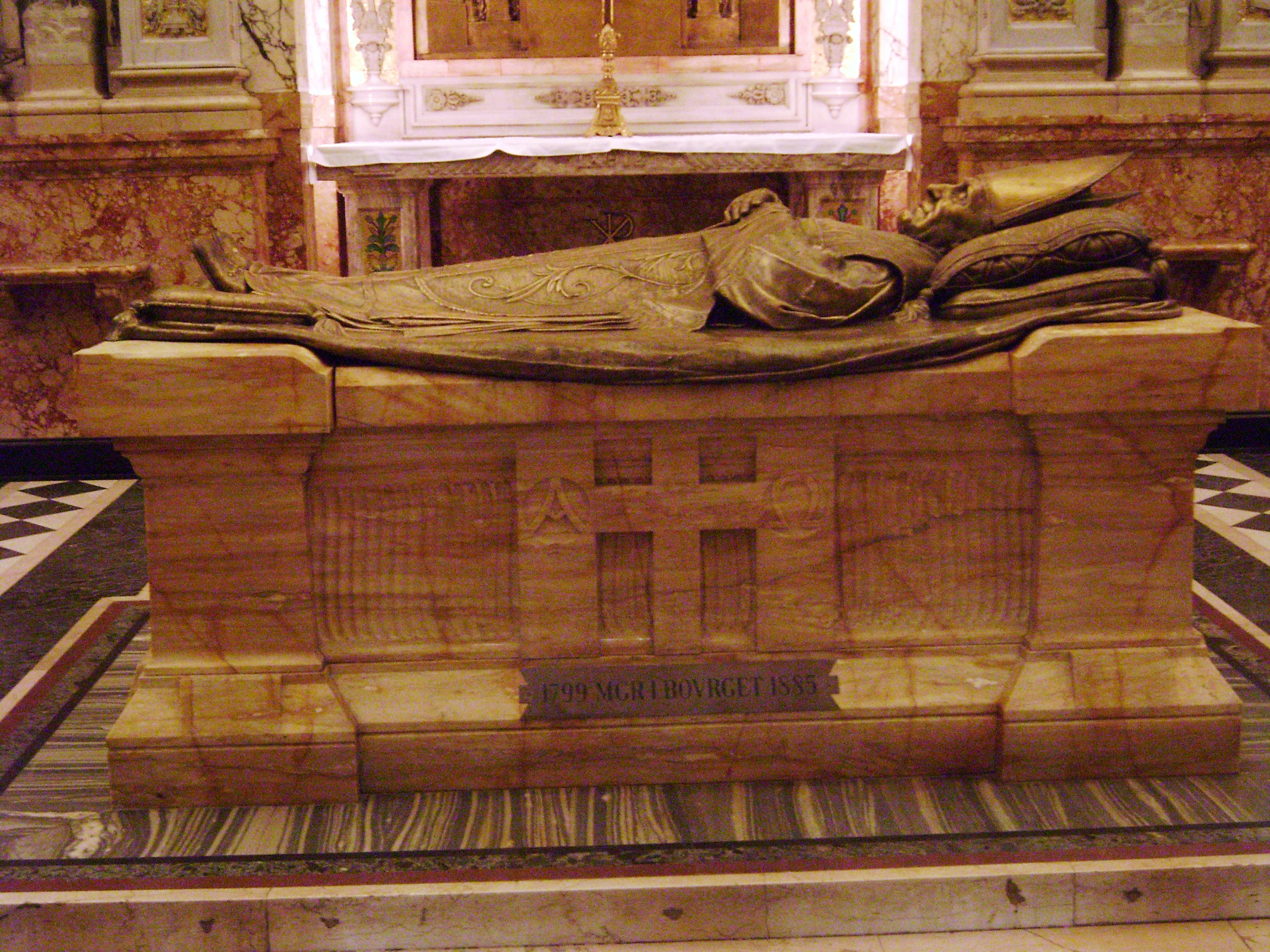
Idem.
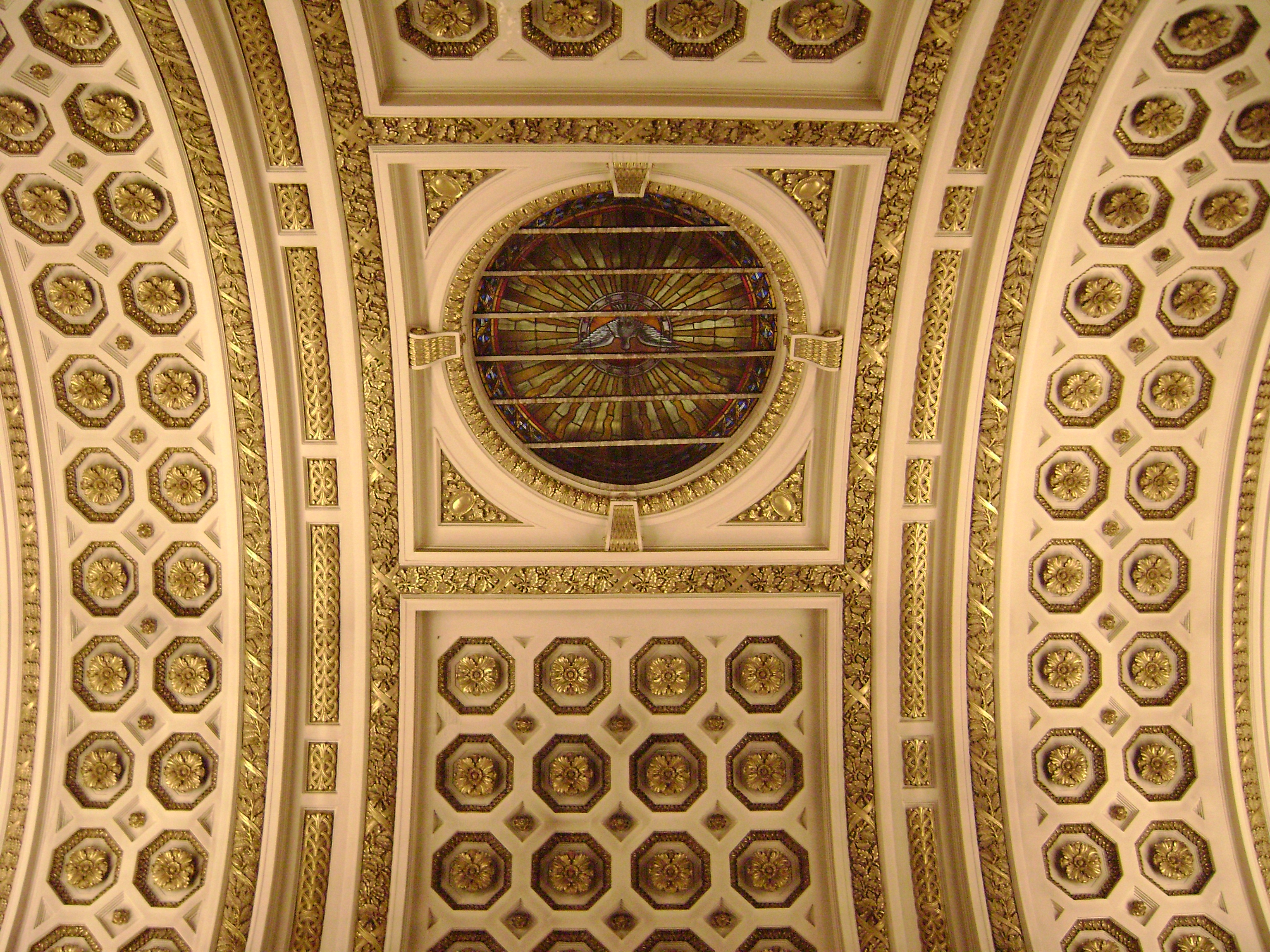
Plafond de la chapelle funéraire des évêques.